# Mura di Monticello Amiata
Le mura di Monticello Amiata costituiscono il sistema difensivo dell'omonimo borgo castellano situato nel territorio comunale di Cinigiano.

## Storia
Una prima cinta muraria venne costruita tra l'XI e il XII secolo a difesa del primitivo insediamento di Monticello Amiata, che all'epoca era denominato Montepinzutolo.
Verso la metà del Duecento, quando il centro era un libero Comune, si rese necessaria la ricostruzione di tutte le strutture del sistema difensivo, a causa di gravi danneggiamenti conseguenti, quasi certamente, ad un grosso incendio.
Nel corso dei secoli successivi la cerchia muraria si mantenne pressoché intatta, sia nel periodo della dominazione senese che dopo l'ingresso nel Granducato di Toscana. I senesi prima e i Medici poi si limitarono ad effettuare di tanto in tanto dei lavori di restauro conservativo; l'integrità fu assicurata anche dal fatto che il centro non subì mai assedi ed azioni militari distruttive.
In epoche più recenti, la variazione dell'impianto urbanistico del centro storico ha portato alla ristrutturazione e alla ricostruzione di una serie di edifici che si sono venuti a trovare a contatto con la preesistente cerchia muraria.

## Descrizione
Le mura di Monticello Amiata si sviluppano a forma ellittica e si presentano pressoché intatte, seppur addossate lungo il loro perimetro alle pareti esterne di edifici.
Nel complesso, sono quasi interamente rivestite in pietra secondo gli originari elementi stilistici di epoca medievale e delimitano interamente il nucleo storico del borgo, al quale vi si può accedere attraverso una delle due porte che si aprono rispettivamente nella parte occidentale (porta Grossetana) e in quella orientale (porta Senese) della cerchia muraria.
Il sistema difensivo era completato dalle due torri, che in passato svolgevano funzioni di avvistamento e di difesa.